# Президентские выборы в Ирландии (1974)
Президентские выборы в Ирландии 1974 года были третьими в Ирландии выборами без проведения голосования. Они были проведены из-за внезапной смерти предыдущего президента, Эрскина Чайлдерса.
Кандидатура Кэрролла О’Дэли была выдвинута Фине Гэл и получила поддержку всех партий при отсутствии оппонентов (изначально предполагалось выдвинуть на пост президента вдову Чайлдерса, Риту Чайлдерс, но после случайной утечки информации о соглашении партий на этот счёт планы изменились).